# Lumbricidae
Lumbricidae é uma família de vermes de terra característica das regiões moderadas do Hemisfério Norte e inicialmente originário da zona paleárctica (Europa, África do Norte, Médio Oriente e Ásia). Compõe o essencial da fauna de vermes de terra européia. Introduzida na América do Norte com a chegada dos primeiros europeus, espalhou-se até a compor hoje a quase totalidade das espécies canadenses ao leste das Rochosas. Foi introduzido igualmente nas regiões temperadas do Hemisfério Sul, onde atualmente prospera (Austrália, África do Sul, Patagônia). Esta família compreende várias centena de espécies.

## Gêneros
- Allolobophora
- Allolobophoridella
- Aporrectodea
- Cernosvitovia
- Dendrobaena
- Dendrodrilus
- Eisenia
- Eiseniella
- Eiseniona
- Eophila
- Ethnodrilus
- Eumenescolex
- Fitzingeria
- Helodrilus
- Iberoscolex
- Kritodrilus
- Lumbricus
- Microeophila
- Murchieona
- Norealidys
- Octodriloides
- Octodrilus
- Octolasion
- Orodrilus
- Perelia
- Postandrilus
- Proctodrilus
- Prosellodrilus
- Satchellius
- Scherotheca